# Pterolophia enganensis
Pterolophia enganensis är en skalbaggsart som beskrevs av Charles Joseph Gahan 1907. Pterolophia enganensis ingår i släktet Pterolophia och familjen långhorningar. Inga underarter finns listade i Catalogue of Life.